# Parròquia de Stradi
La Parròquia de Stradi (en letó: Stradu pagasts) és una unitat administrativa del municipi de Gulbene, Letònia. Abans de la reforma territorial administrativa de l'any 2009 pertanyia al raion de Gulbenes.

## Pobles, viles i assentaments
- Stāķi
- Šķieneri
- Stradi
- Margas
- Lejasstradi
- Antāni
- Ceļmalas
- Nātiņi
- Samiņi
- Siljāņi
- Zeltaleja

## Hidrologia

### Rius
- Audīle
- Bebrupe
- Knerša
- Krustalīce
- Melnupīte
- Mugurve
- Pededze
- Pogupe

### Llacs
- Kalnis
- Lazdags
- Miezitis.